# Rotschenkelhörnchen
Die Rotschenkelhörnchen oder Afrikanischen Streifenhörnchen (Funisciurus) sind eine Gattung von Hörnchen, die in den Wäldern Afrikas beheimatet ist. Innerhalb der Gattung werden 10 Arten unterschieden.

## Merkmale
Es sind kleine und agile Tiere, deren Fell meistens in den Farben Rotbraun und Schwarz gemustert ist. Hinzu kommen manchmal gelbbraune Partien. Manche Arten haben nach Art der nicht verwandten Streifenhörnchen Längsstreifen auf dem Rücken. Die Unterseits ist stets weiß. Die Kopfrumpflänge beträgt je nach Art 15 bis 25 cm, hinzu kommen 10 bis 20 cm Schwanz. 

## Lebensweise
Über die Lebensweise ist wenig bekannt. Wie andere Hörnchen suchen diese Tiere nach Nüssen, Samen und Früchten und fressen gelegentlich auch Insekten oder Vogeleier. Sie bauen Nester aus Pflanzenmaterialien im Geäst der Bäume und ziehen dort im Durchschnitt zwei Junge groß.

## Systematik
Innerhalb der Gattung werden zehn Arten unterschieden:
- Thomas-Rotschenkelhörnchen, Funisciurus anerythrus (Thomas 1890), Zentralafrika
- Lunda-Rotschenkelhörnchen, Funisciurus bayonii (Bocage 1890), DR Kongo, Angola
- Carruthers-Rotschenkelhörnchen, Funisciurus carruthersi Thomas 1906, Ruwenzori-Gebirge
- Kongo-Rotschenkelhörnchen, Funisciurus congicus (Kuhl 1820), DR Kongo, Angola, Namibia
- Duchaillu-Rotschenkelhörnchen (Funisciurus duchaillui) (Sanborn 1953), DR Kongo
- Lady-Burton-Rotschenkelhörnchen, Funisciurus isabella (Gray 1862), Kamerun, Zentralafrikanische Republik, Rep. Kongo
- Gebändertes Rotschenkelhörnchen, Funisciurus lemniscatus (Le Conte 1857), Kamerun, Zentralafrikanische Republik, DR Kongo
- Afrikanisches Rotwangenhörnchen oder Orangenköpfiges Baumhörnchen, Funisciurus leucogenys (Waterhouse 1842), Westafrika
- Feuerfußhörnchen, Funisciurus pyrropus (Cuvier 1833), West- und Zentralafrika
- Kintampo-Rotschenkelhörnchen, Funisciurus substriatus De Winton 1899, Westafrika

## Gefährdung und Schutz
Keine der Arten gilt als gefährdet. Auch das Carruther-Rotschenkelhörnchen, das bis vor kurzem von der IUCN als gefährdete Art geführt wurde, wurde 2004 in den Status unbedroht zurückgesetzt. Allerdings ist über einige Arten so wenig bekannt, dass keine Aussage über ihre Populationsgröße gemacht werden kann.